# Leopoldine Blahetka

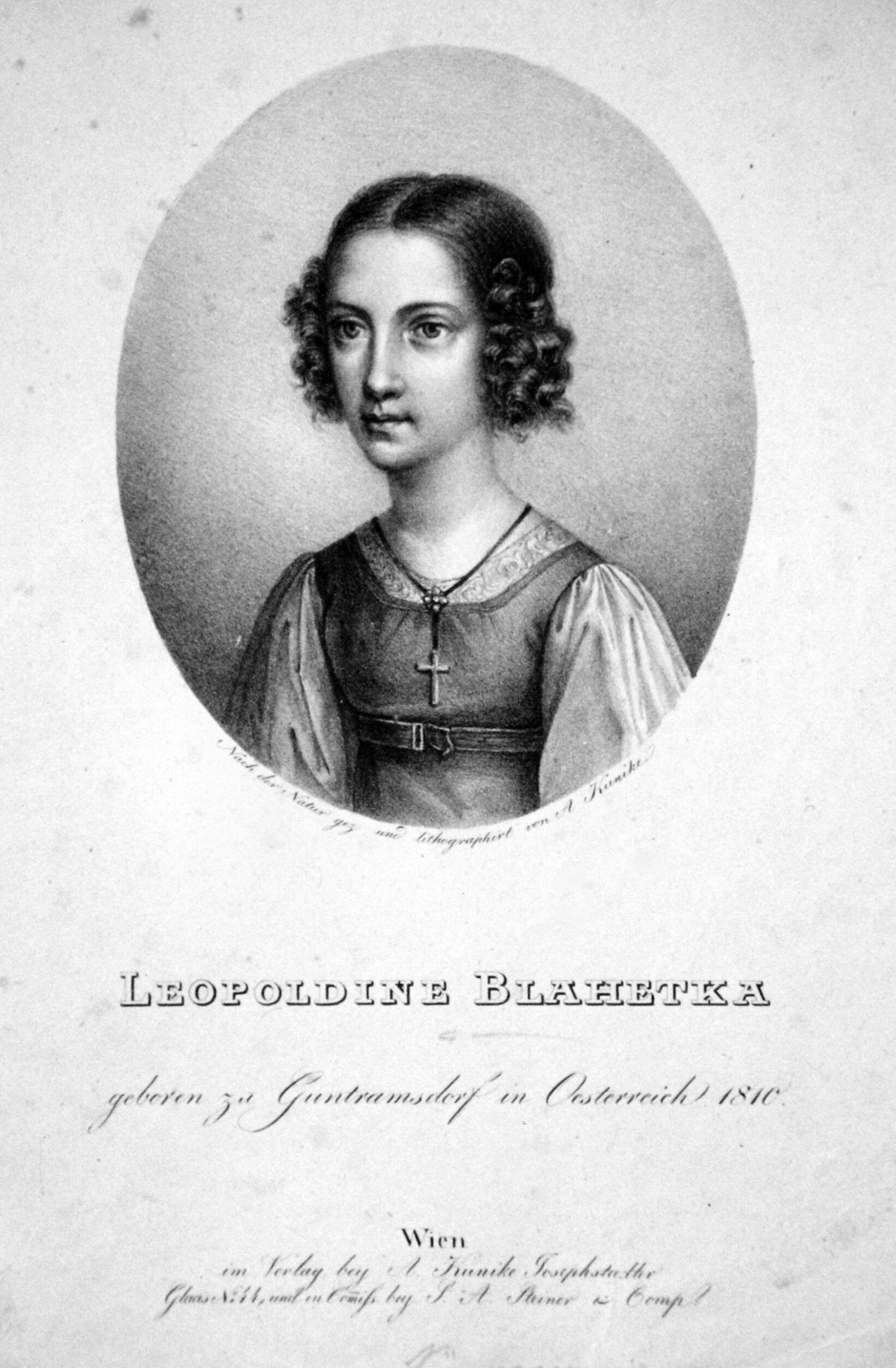
Leopoldine Blahetka, Lithographie von Adolf Kunike, um 1830.

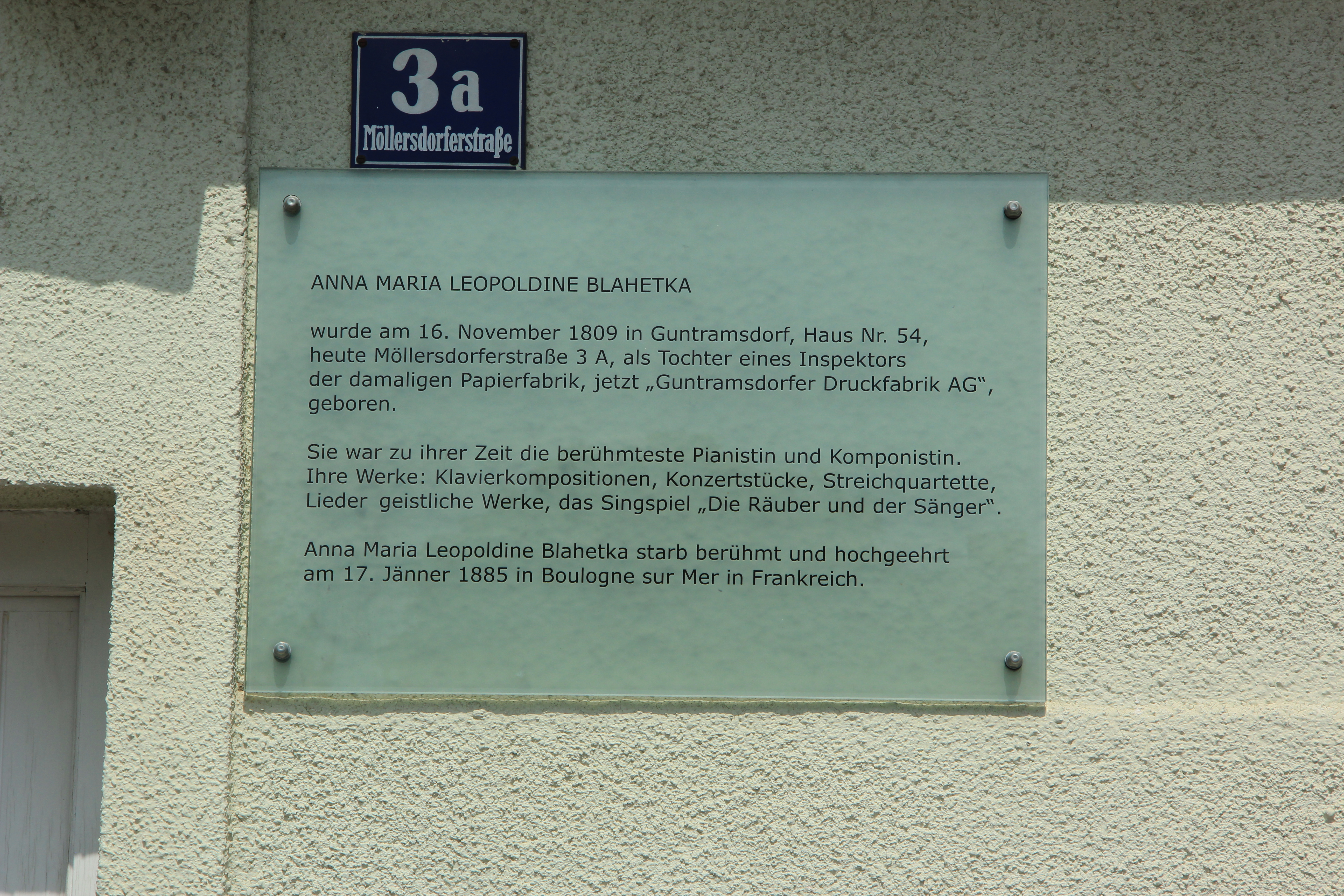
Gedenktafel an ihrem Geburtshaus in Guntramsdorf

Anna Maria Leopoldine Blahetka (* 16. November 1809 in Guntramsdorf bei Wien; † 17. Jänner 1885 in Boulogne-sur-Mer) war eine österreichische Komponistin und Pianistin.

## Leben
Anna Maria Leopoldine Blahetka wurde am 16. November 1809 in Guntramsdorf in Niederösterreich als Tochter von Joseph Blahetka, Inspektor in der benachbarten Papierfabrik, der späteren Druckfabrik, und Barbara Blahetka (geb. Traeg) geboren. Ihr Vater war mit Ludwig van Beethoven befreundet und trat später in den Musikverlag Johann Baptist Traeg ein. Im Alter von 9½ Jahren absolvierte Leopoldine Blahetka erste öffentliche Auftritte, und die Wiener Presse bezeichnete sie als „Wunderkind“. Mit 11 Jahren schuf sie ihre ersten Kompositionen, die sie im Rahmen ihrer Konzerte auch regelmäßig aufführte.
Ersten Klavierunterricht erhielt Leopoldine Blahetka von ihrer Mutter, sie studierte später bei Joachim Hoffmann, Joseph Czerny, Friedrich Kalkbrenner, Ignaz Moscheles und Katharina Cibbini Klavier sowie bei Simon Sechter Musiktheorie. Ludwig van Beethoven hörte sie schon als Fünfjährige Klavier spielen. Er erkannte ihr Talent, gab ihr Unterricht und vermittelte zudem den Unterricht zu Joseph Czerny. 1821 unternahm sie eine Konzertreise nach Prag, Karlsbad und Teplitz, 1825/26 u. a. nach München, Karlsruhe, Berlin, Hamburg und Leipzig. 1830 konzertierte sie in Graz und Klagenfurt und unternahm eine längere Konzertreise u. a. über München, Frankfurt a. M., Gotha, Den Haag und Brüssel nach London. Robert Schumann, der sie auf ihrer Konzertreise in Deutschland hörte, urteilte, ihr Spiel sei „ein echt weibliches, zart, besonnen und ausgearbeitet“. Auch ihre Kompositionen beeindruckten ihn sehr.
1828 trat Leopoldine Blahetka in Wien bei einem Konzert des Geigers Niccolò Paganini auf, welcher dadurch seine Bewunderung ihr gegenüber zum Ausdruck brachte. In Wien stand sie außerdem weiterhin mit Beethoven in Kontakt und lernte Franz Schubert und Frédéric Chopin kennen.
Nach ihren ersten Kompositionen von Klaviermusik folgte sie der Mode des Biedermeier und komponierte den Einakter Die Räuber und der Sänger, der am 22. März 1830 im Kärntnertortheater in Wien uraufgeführt wurde.
1833 übersiedelte Leopoldine Blahetka im Alter von 24 Jahren mit ihren Eltern aufgrund ihres Asthmas nach Boulogne-sur-Mer. Dort unterrichtete sie Klavier, komponierte und ihre Konzerte galten als künstlerische Höhepunkte ihrer neuen Heimatstadt. Außerdem ging sie weiterhin auf Konzertreisen. Aus ihrer Zeit in Frankreich ist darüber hinaus wenig über ihr Leben bekannt. Ihre große Leidenschaft galt weiterhin der Musik. Sie komponierte mehr als 70 Werke, darunter auch Orchesterstücke, Walzer, Lieder und geistliche Werke.
Am 17. Jänner 1885 verstarb Leopldine Blahetka in Boulogne-sur-Mer, wo ihr Begräbnis aufgrund ihres hohen Ansehens zu einem gesellschaftlichen Ereignis wurde.

## Werk
- Operette
  - Die Räuber und der Sänger
- Klavierwerke (Auswahl)
  - Deux Nocturnes op. 46
  - Grand Duo (Klavier 4hdg.) op. 47
  - Capriccio op. 48
  - Quadrille des Patineurs dans 'Le Prophète' varie op. 56
- Kammermusik (Auswahl)
  - Klaviertrio op. 5
  - Klavierquartett "Premier Quatuor" op. 43 und "Second Quatuor" op. 44
  - Violinsonate op. 15
- Walzer (Auswahl)
  - Six Valses avec Trio et Coda op. 26
  - Six Valses à la Viennoise op. 42
- Lieder
  - Nachtgesang op. 7
  - 6 Deutsche Lieder op. 16
  - Rastlose Liebe op. 32
  - Fragment du poème 'Maud' op. 64
- Geistliche Werke
  - Ave Maria op. 57
  - Pater Noster op. 58